# Артизов, Андрей Николаевич
Андрей Николаевич Артизов (род. 13 сентября 1958, Кондрово, Калужская область, РСФСР, СССР) — российский историк и государственный деятель. Руководитель Федерального архивного агентства. Доктор исторических наук, действительный государственный советник Российской Федерации 1 класса.

## Биография
Родился 13 сентября 1958 года в городе Кондрово Калужской области. Окончил Московский государственный историко-архивный институт (1980).
В 1980—1982 годах служил в рядах Советской Армии.
Работал старшим архивистом в Госархивах Калининской и Калужской области, заведовал архивным отделом Калужского облисполкома. В 1988-1989 года преподавал в Калужском пединституте, затем занимал должности референта и старшего референта Общего отдела ЦК КПСС. С 1991 года работал в Госархиве. С 1997 года — в Администрации президента РФ: консультант, начальник отдела, советник. С 2001 года занимал пост статс-секретаря — первого заместителя, затем замруководителя Федеральной архивной службы (ныне агентство). С 15 декабря 2009 года — руководитель Федерального архивного агентства.
Действительный государственный советник Российской Федерации 1 класса. Доктор исторических наук, тема диссертации — «Школа М. Н. Покровского и советская историческая наука, конец 1920-х — 1930-е гг.». Автор более 200 научных работ.

## Научная деятельность
Доктор исторических наук.
Тема диссертации: «Школа М. Н. Покровского и советская историческая наука: Конец 1920-х-1930-е годы»
Автор и составитель свыше 200 научных работ по проблемам отечественной истории XX века, историографии и архивоведения, в том числе сборников документов:
- «Власть и художественная интеллигенция. Документы ЦК РКП (б) — ВКП (б) — ВЧК — ОГПУ — НКВД — МГБ СССР о культурной политике. 1917—1953 гг.».
- «„Очистим Россию надолго…“. Репрессии против инакомыслящих. Конец 1921 — начало 1923 г. Документы».
- «Реабилитация: как это было. Документы Президиума ЦК КПСС и другие материалы». Тт. 1-3.
- «Украинские националистические организации в годы Второй мировой войны». Тт. 1-2.
- «Генерал Власов: история предательства»
- «Из истории российско-грузинских отношений: К 230-летию заключения Георгиевского трактата»
- Сборник статей «Архивное законодательство России».

Начиная с 2001 года осуществляет руководство текущим управлением реализации федеральной целевой программы «Культура России» в части мероприятий, касающихся архивного дела.
Является одним из разработчиков «Основ законодательства Российской Федерации об Архивном фонде Российской Федерации и архивах» (приняты Верховным Советом РФ в 1993 году) и Федерального закона от 22 октября 2004 г. № 125-ФЗ «Об архивном деле в Российской Федерации». При его непосредственном участии разработаны «Правила организации хранения, комплектования, учёта и использования документов Архивного фонда Российской Федерации и других архивных документов в государственных и муниципальных архивах, музеях, библиотеках и организациях РАН».
Является членом Комиссии Российской Федерации по делам ЮНЕСКО.
Член редакционной коллегии журнала «Вестник МГИМО-Университета».

## Награды
- 2003 — Нагрудный знак Федеральной архивной службы России «Почётный архивист»
- 2006 — Нагрудный знак Министерства культуры и массовых коммуникаций РФ «За высокие достижения»
- 2007 — Благодарность Президента России
- 2008 — Орден Дружбы[9]
- 2013 — Командорский крест Ордена Льва Финляндии за существенный вклад в развитие сотрудничества между архивными ведомствами двух стран[9].
- 2018 — Орден Почёта[9]
- 2022 — Орден Александра Невского за активное участие в деятельности Российского исторического общества[10].

## Семья
Женат, есть дочь.